# Aprilis
Aprilis, łac. – miesiąc kwiecień. 
Prawdopodobnie nazwa pochodzi od słowa aperire – otwierać. Oznacza więc miesiąc, w którym ziemia się otwiera i zaczyna się okres wegetacji. Miesiąc poświęcony bogini Wenus. Liczył 29 dni i był drugim miesiącem w kalendarzu rzymskim.
| Dzień | Nazwa                    | Nazwa dłuższa                                    |
| ----- | ------------------------ | ------------------------------------------------ |
| 1     | Kalendae (Kalendy)       | Kalendis Aprilibus                               |
| 2     | IV a.d. Nones            | ante diem IV (quartum) Nonas Apriles             |
| 3     | III a.d. Nones           | ante diem III (tertium) Nonas Apriles            |
| 4     | Pridie Nones             | pridie Nonas Apriles                             |
| 5     | Nonae (Nony)             | Nonis Aprilibus                                  |
| 6     | VIII a.d. Ides           | ante diem VIII (octavum) Idus Apriles            |
| 7     | VII a.d. Ides            | ante diem VII (septimum) Idus Apriles            |
| 8     | VI a.d. Ides             | ante diem VI (sextum) Idus Apriles               |
| 9     | V a.d. Ides              | ante diem V (quintum) Idus Apriles               |
| 10    | IV a.d. Ides             | ante diem IV (quartum) Idus Apriles              |
| 11    | III a.d. Ides            | ante diem III (tertium) Idus Apriles             |
| 12    | Pridie Ides              | pridie Idus Apriles                              |
| 13    | Idus (Idy)               | Idibus Aprilibus                                 |
| 14    | XVIII a.d. Maiis Kalends | ante diem XVIII (duodevicesimum) Kalendas Maias  |
| 15    | XVII a.d. Maiis Kalends  | ante diem XVII (septimum decimum) Kalendas Maias |
| 16    | XVI a.d. Maiis Kalends   | ante diem XVI (sextum decimum) Kalendas Maias    |
| 17    | XV a.d. Maiis Kalends    | ante diem XV (quintum decimum) Kalendas Maias    |
| 18    | XIV a.d. Maiis Kalends   | ante diem XIV (quartum decimum) Kalendas Maias   |
| 19    | XIII a.d. Maiis Kalends  | ante diem XIII (tertium decimum) Kalendas Maias  |
| 20    | XII a.d. Maiis Kalends   | ante diem XII (duodecimum) Kalendas Maias        |
| 21    | XI a.d. Maiis Kalends    | ante diem XI (undecimum) Kalendas Maias          |
| 22    | X a.d. Maiis Kalends     | ante diem X (decimum) Kalendas Maias             |
| 23    | IX a.d. Maiis Kalends    | ante diem IX (nonum) Kalendas Maias              |
| 24    | VIII a.d. Maiis Kalends  | ante diem VIII (octavum) Kalendas Maias          |
| 25    | VII a.d. Maiis Kalends   | ante diem VII (septimum) Kalendas Maias          |
| 26    | VI a.d. Maiis Kalends    | ante diem VI (sextum) Kalendas Maias             |
| 27    | V a.d. Maiis Kalends     | ante diem V (quintum) Kalendas Maias             |
| 28    | IV a.d. Maiis Kalends    | ante diem IV (quartum) Kalendas Maias            |
| 29    | III a.d. Maiis Kalends   | ante diem III (tertium) Kalendas Maias           |
| 30    | Pridie Maiis Kalends     | pridie Kalendas Maias                            |